# Graphogaster maculiventris
Graphogaster maculiventris är en tvåvingeart som beskrevs av Stein 1924. Graphogaster maculiventris ingår i släktet Graphogaster och familjen parasitflugor.
Artens utbredningsområde är Kroatien. Inga underarter finns listade i Catalogue of Life.